# Brachys thomae
Brachys thomae es una especie de escarabajo barrenador metálico del género Brachys, categorizada en la tribu Trachyini, de la subfamilia Agrilinae.

## Taxonomía
Fue descrita científicamente por Fisher en 1925.
Tratamiento taxonómico
La especie aparece registrada y publicada en A revision of the West Indian Coleoptera of the family Buprestidae. Proceedings of the United States National Museum (Number 2522) 65(9):1-207. (1925).